# 八一女子排球
八一女子排球（中国語表記: 八一女子排球队）は、中国の女子バレーボールチーム。中国人民解放軍によるチームである。

## 概要
1951年に創設。中国選手権では1989年、1991年、1994年に優勝した。中国リーグでは1992年、1994年1995年に優勝した。